# La Cuchara, Apatzingán
La Cuchara är en ort i Mexiko.   Den ligger i kommunen Apatzingán och delstaten Michoacán de Ocampo, i den södra delen av landet, 400 km väster om huvudstaden Mexico City. La Cuchara ligger 234 meter över havet och antalet invånare är 102.
Terrängen runt La Cuchara är kuperad åt sydväst, men åt nordost är den platt. Runt La Cuchara är det ganska glesbefolkat, med 42 invånare per kvadratkilometer. Närmaste större samhälle är Santa Ana Amatlán, 16,0 km norr om La Cuchara. I omgivningarna runt La Cuchara växer huvudsakligen savannskog.